# Koračice
Koračice este o localitate din comuna Sveti Tomaž, Slovenia, cu o populație de 200 de locuitori.